# Gabriele Althaus
Gabriele Althaus (* 25. April 1938 in Göttingen; † 8. August 2018 in Berlin) war eine deutsche Soziologin.

## Leben
Gabriele Althaus war von 1963 bis 1971 an verschiedenen Grundschulen als Lehrerin tätig. Es folgte ab 1968 ein Studium der Soziologie, Politologie, Philosophie und Pädagogik an der FU Berlin, wo sie 1976 promovierte. Bis 2003 war sie Professorin für Soziologie an der FU Berlin. Sie beschäftigte sich unter anderem mit der Kritischen Theorie von Theodor W. Adorno und der Technikkritik von Günther Anders. Zudem war sie eine Vertreterin der 68er-Bewegung.
Althaus war zwei Mal verheiratet und hatte zwei Kinder. Ihr erster Mann war in Folge eines Autounfalls verstorben.

## Schriften (Auswahl)
- Die negative Pädagogik in Adornos Kritischer Theorie. Zugl. Dissertation 1976, OCLC 163664092.
- Zucht – Bilder. In: Urs Jaeggi et al.: Geist und Katastrophe. Studien zur Soziologie im Nationalsozialismus. Wissenschaft. Autoren-Verlag Berlin, 1983, ISBN 3-88840-203-4.
- als Hrsg. mit Irmingard Staeuble und Mitautorin: Streitbare Philosophie. Margherita von Brentano zum 65. Geburtstag. Metropol Verlag, Berlin 1988, ISBN 3-926893-00-1.
- als Hrsg. und Mitautorin: Avanti Dilettanti. Über die Kunst, Experten zu widersprechen. Urs Jaeggi zum 60. Geburtstag. Metropol Verlag, Berlin 1992, ISBN 3-926893-02-8.
- Leben zwischen Sein und Nichts. Drei Studien zu Günther Anders. Berlin 1989, ISBN 3-926893-78-8.